# Anders "Lillen" Eklund
Sten Anders Gunnar ”Lillen” Eklund, född 22 december 1957 i Skutskär, död 1 april 2010  i Uppsala, var en svensk professionell tungviktsboxare. Nästan två meter lång och 117 kilo tung kom han att kallas ”Lillen”. Själv tyckte Eklund inte om detta smeknamn, och försökte ett tag ändra det till ”Viking”.
Eklund var den ende svensk sedan Ingemar Johansson som nådde framgångar inom proffsboxningens tungvikt. Han blev tvåfaldig Europamästare, 1985 och 1987, under den epok inom sporten då en EM-titel verkligen var en titel och inte en urvattnad variant av den. 1985 slog han ut norrmannen Steffen Tangstad, men förlorade titeln senare samma år då han blev utslagen av britten och blivande tungviktsvärldsmästaren Frank Bruno i en match som direktsändes i Sveriges Television. År 1987 besegrade han naturaliserade spanjoren Alfredo Evangelista med knockout, men förlorade titeln senare samma år mot italienaren Francesco Damiani.  
Eklund rankades i mitten på 1980-talet som en av världens femton främsta boxare och blev 1989 amerikansk mästare efter seger mot den svårövervunne Phillip Brown (tre förluster på 30 matcher). Han förlorade titeln till den blivande tungviktsvärldsmästaren Tim Witherspoon.
Eklund avslutade sin professionella boxningskarriär 1990 efter 19 vinster, 5 förluster och 1 oavgjord match. Den 17 maj 1990 gick han sin sista match, då han besegrade engelsmannen Garing Lane på poäng. 
När den ansedda boxningstidskriften Boxing Illustrated i början av 1990-talet rankade världens främsta tungviktsboxare hamnade Eklund bland topp 20; ”A solid 10 round winning fighter” var tidskriftens omdöme om Eklund.

## Åren som amatör
Eklund växte upp i Skutskär med sina föräldrar Sten och Ingegerd samt bröderna Roger och Per. 
Som artonåring, hösten 1976, klev Eklund in i BK Falkens träningslokal i Gävle för första gången.  Han fick Tommy Antman som tränare.  När väl träningen börjat på allvar kom framgångarna snabbt. Antman matchade Eklund hårt från start, för att se om han hade psyket till att bli boxare. Det hade Eklund. Han gick sin första tävlingsmatch i boxning i en Falkengala 1976 på Folkparken i Gävle, då 197 cm lång och 108 kg tung. Hans 125 kg tunge motståndare vägrade att fortsätta matchen efter första ronden. Sedan gick det undan i karriären. Redan 1977, året efter sin debutmatch, blev han svensk ungdomsmästare och senare svensk juniormästare i tungvikt i en mästerskapstävling, där BK Falken blev överlägset bästa klubb. Han fick så debutera i såväl junior- som seniorlandslaget 1978 och delta i EM i Köln 1979.
En stor framgång kom när han vann över den omskrivne tungviktsstjärnan Roger Andersson, vilket då var en sensation. Arbetargrabben Eklund och akademikern Roger Andersson skulle mötas i tre klassiska kvalmatcher till OS i Moskva 1980. Den tredje och sista matchen avgjordes inför över 7 000 åskådare i Gavlerinken – Eklund vann på knock i den tredje ronden.
Inför OS skickades Eklund på träningsläger till USA. Floyd Patterson hörde av sig för den legendariske boxningsmanagern Cus D'Amatos räkning. Ingen svensk boxare har fått ett så förmånligt kontrakt. Men dåvarande ordförande i Falken tyckte ”varför ska Lillen åka till USA när han kan träna här hemma i Sverige".  Den då 22-årige Eklund åkte till Olympiska sommarspelen 1980 i Moskva i stället, förlorade på domarröster i kvartsfinalen mot den rutinerade ungraren István Lévai, och sågades jäms med fotknölarna i kvällspressen. De hade skruvat upp allt på förhand, att det var bara för Eklund att åka och hämta medaljen. Så var det inte, Eklund boxades bra, men han var fortfarande nybörjare. Ungraren hade gått över 300 matcher. Efteråt sades det i pressen att Eklund hade svikit det svenska folket.
1982 vann Eklund svenska mästerskapen i supertungvikt, och senare samma år det Nordiska mästerskapen då han besegrade dansken Frank Fuhlendorff i finalen.
Som amatör boxades han 81 matcher och vann 57 av dem.

## Proffskarriären
Professionell boxning var sedan länge förbjudet i Sverige, varvid Eklund baserade sin professionella karriär i Danmark hos Mogens Palle. Men han var under hela sin professionella karriär bosatt i den norduppländska fiskarorten Fagerviken, Sverige.
Eklund debuterade den 7 oktober 1982 genom att besegra Damiens Marignan.

### Tvåfaldig Europamästare
Eklunds EM-seger över norrmannen Steffen Tangstad 1985 är ett oförglömligt ögonblick. Eklund var starkt nederlagstippad inför matchen. Han hånades på presskonferenserna, inför den våldsamt haussade matchen, av ingen mindre än den förre världsmästaren Ingemar ”Ingo” Johansson. ”Lillen är obegåvad, en riktig nolla. Han är feg, orörlig, trög. Han saknar all talang. Det vill till ett jordskred, ett riktigt mirakel, för att Lillen ska vinna. Det kommer bara inte att ske”, sa Ingo. Men Eklund gjorde sitt livs match mot Steffen Tangstad. I den fjärde ronden knockade han den regerande Europamästaren.
Karriärens höjdpunkt kom, enligt honom själv, 1987 när han knockade spanjoren Alfredo Evangelista i en match i Köpenhamn och blev Europamästare för andra gången. ”Både jag och Evangelista var grymt vältränade och därför rankar jag den segern som den största”, berättade Eklund i en intervju i Sydsvenskan som gjordes i samband med 50-årsdagen.

### Amerikansk tungviktstitel
Förutom EM-fighterna vann han också i mars 1989 den amerikanska tungviktstiteln WBA Americas (den ende icke-amerikan som vunnit den titeln) när han besegrade svårslagne Phillip Brown (tre förluster på 30 matcher) efter 12 ronder, i Reno i USA. Den segern följdes av en snabb knockoutförlust mot blivande världsmästaren Tim Witherspoon innan Eklund, med en seger över Garing Lane, i maj 1990 lade handskarna på hyllan.

### Proffsmatcher[3]
| Datum             | Motståndare                 | Plats         | Resultat                                                           |
| ----------------- | --------------------------- | ------------- | ------------------------------------------------------------------ |
| 7 oktober 1982    | Damiens Marignan            | Köpenhamn     | Poängseger i 4:e ronden                                            |
| 5 november 1982   | Theo Josephs                | Köpenhamn     | Poängseger i 4:e ronden                                            |
| 2 december 1982   | Ricky James                 | Randers       | KO-seger i 3:e ronden                                              |
| 11 februari 1983  | Terry O’Connor              | Köpenhamn     | Poängseger i 4:e ronden                                            |
| 8 april 1983      | Felipe Rodriguez            | Köpenhamn     | Poängseger i 6:e ronden                                            |
| 14 september 1983 | Paddy Finn                  | London        | KO-seger i 1:a ronden                                              |
| 6 oktober 1983    | Guido Trane                 | Köpenhamn     | Oavgjort                                                           |
| 13 oktober 1983   | Noel Quarless               | Bloomsbury    | TKO-förlust i 1:a ronden                                           |
| 17 december 1983  | Steve Gee                   | Mariehamn     | TKO-seger i 5:e ronden                                             |
| 13 januari 1984   | Joe Bugner                  | Randers       | Förlust på poäng i 10:e ronden                                     |
| 5 oktober 1984    | Rocky Burton                | Randers       | KO-seger i 1:a ronden                                              |
| 27 oktober 1984   | Rudy Gauwe                  | Mariehamn     | TKO-seger i 6:e ronden                                             |
| 9 november 1984   | Dorcey Gaymon               | Köpenhamn     | KO-seger i 8:e ronden                                              |
| 9 mars 1985       | Steffen Tangstad            | Köpenhamn     | TKO-seger i 4:e ronden. Vann EBU-titeln i tungvikt.                |
| 1 oktober 1985    | Frank Bruno                 | London        | Förlust på KO i 4:e ronden. Förlorade EBU-titeln                   |
| 18 april 1986     | Glenn McCrory               | Randers       | Poängseger i 10:e ronden                                           |
| 3 oktober 1986    | Tony Foster                 | Köpenhamn     | KO-seger i 2:a ronden                                              |
| 17 oktober 1986   | Jesse ”Boogie Man” Ferguson | Randers       | Poängseger i 8:e ronden                                            |
| 27 februari 1987  | Stefano Vassallo            | Randers       | Poängseger i 8:e ronden                                            |
| 28 mars 1987      | Alfredo Evangelista         | Köpenhamn     | KO-seger i 7:e ronden. Vann EBU-titeln.                            |
| 9 oktober 1987    | Francesco Damiani           | Aosta         | Förlust på KO i 6:e ronden. Förlorade EBU-titeln.                  |
| 12 december 1988  | Rick Kellar                 | Helsingfors   | KO-seger i 3:e ronden                                              |
| 16 mars 1989      | Phillip Brown               | Reno          | Poängseger i 12:e ronden. Blev amerikansk mästare                  |
| 19 oktober 1989   | Tim ”Terrible” Witherspoon  | Atlantic City | Förlust på KO i 1:a ronden. Förlorade den amerikanska mästartiteln |
| 17 maj 1990       | Garing ”Freight Train” Lane | Aars          | Poängseger i 8:e ronden                                            |

Som proffsboxare kom Eklund att möta åtta boxare som hade boxat eller skulle komma att boxas om en stor VM-titel.  Inte många andra boxare kan visa upp en sådan tuff matchlista. I ordning: Joe Bugner (förlust), Steffen Tangstad (EM-seger), Frank Bruno (EM-förlust), Glenn McCrory (seger), Jesse Ferguson (seger), Alfredo Evangelista (EM-seger), Francesco Damiani (EM-förlust) och Tim Witherspoon (förlust, VM-kval).

## Efter karriären
Eklunds karriär inleddes redan på 1970-talet och avslutades 1990 som proffsboxare i Nordamerika. När karriären var över flyttade han från Fagerviken till Uppsala. Där träffade han Anette Helgesson som han flyttade ihop med i bostadsområdet Stenhagen.  Eklund hade utbildat sig till byggnadssnickare innan han blev boxare, och han valde att återvända till det yrket.  Han utvecklade sitt intresse för countrymusik, och gjorde genren bluegrassmusik mer känd i Sverige. Först spelade han tillsammans med brodern Per, men senare, då denne hade avlidit, med gruppen Joyboyz, tillsammans med bland andra H.P. Burman. På den egna hemsidan presenterade han sig som "Sveriges utan tvekan störste representant för Bluegrassmusiken".
Eklund avled av en hjärtinfarkt, 52 år gammal, i april 2010. Han anade att han skulle dö i förtid. Båda hans bröder dog i hjärtinfarkt innan de hann fylla 50, och 2007 avled hans far av samma orsak. Eklund är begravd på Skutskär kyrkogård.